# Willesden
Willesden is een wijk in het Londense bestuurlijke gebied Brent, in de regio Groot-Londen.

## Geboren
- Ronald Coase (1910-2013), econoom en Nobelprijswinnaar (1991)
- Johnny Kidd (1935-1966), zanger
- Jane Asher (1946), actrice
- Dave Beasant (1959), voetballer
- David Connolly (1977), Iers voetballer